# 일동시외버스터미널
일동시외버스터미널은 경기도 포천시 일동면 화동로1051번길 4-4(기산리 91-19)에 위치한 시외버스 터미널이다.

## 개요
1972년 4월 15일에 개장했으며 터미널은 진흥고속이 운영한다. 485m2 전체 건물 연면적은 488㎡, 대합실 면적은 485㎡이다. 2019년 1월 기준 하루 평균 500명이 이용하고 8개 노선이 운행중이다.
면적이 상당히 좁아 터미널 건물은 도로 한가운데에 있는 대합실과 진흥고속 영업소만 있는 조그마한 건물이 전부이며 승차장은 따로 존재하지 않는다. 이 곳으로 운행하는 시외버스는 터미널 옆 골목길로 들어가서 도로에 각 행선지가 적혀있는 정차 위치에 정차한다. 이런 식으로 버스가 도착하다보니 실제 대합실에는 손님이 있는 경우가 드물며, 각 버스 정차 위치에서 기다리고 있는 경우가 많다. 터미널 뒤편에 있는 건물에 매표소와 매점이 있다. 경기도 포천시 일동면에서는 협소한 터미널을 대체하기 위해 고심이 많지만 면이라는 지역의 특성상 4차선 도로 중앙에 대합실을 설치하여 운영중이다. 대합실 규모는 작지만 여름엔 에어컨, 겨울엔 히터를 틀어주며 대기 의자도 있다. 매표소가 길 건너편 메가커피 오른편에 있으니 주의. 주변 군부대 장병들과 지역주민들의 수요도 꽤나 있는편으로 개선은 필요하다.

## 운행 노선
주로 강원고속, 진흥고속이 운행한다.
| 방면        | 행선지 |
| ----------- | --- |
| 강원권 방면 | 동송, 문혜리, 사창리, 신철원, 와수리, 지포리, |
| 수도권 방면 | 노원, 대진대, 동서울, 만세교, 백의리, 비산동, 송우리, 수락산, 수원, 신북, 신장, 안양, 양문, 영평, 운천, 의정부, 인천, 장암, 전곡, 축석고개, 포천, 호계동 |
| 충청권 방면 | 대전, 청주 |